# フランセス・デ・スーザ
デ・スーザ女男爵フランセス・ガートルード・クレア・デ・スーザ（英語: Frances Gertrude Claire D'Souza, Baroness D'Souza, CMG, PC、1944年4月18日 - ）は、イギリスの政治家、一代貴族。
人権擁護運動に活躍した後、2004年に一代貴族に叙されて貴族院議員となり、2011年から貴族院議長を務めている。

## 経歴
ロンドン大学で人類学を学んだあと、オックスフォード大学レディ・マーガレット・ホールで哲学博士号を受ける。
1973年から1977年にかけてナフィールド比較医学研究所に勤務、ついで1977年から1980年までオックスフォード・ブルックス大学に勤務する。1985年から1988年にかけては国連で独立調査顧問を務める。
1989年から1998年にかけて人権擁護組織「アーティクル19」の執行役員を務める。2003年から2004年にかけては人権擁護組織「レッドレス」の代表を務める。様々な人権擁護運動に携わる中で、アフリカやアジアで生活した時期もある。
2004年7月1日に一代貴族「カウンティ・オブ・オックスフォードシャーにおけるウィッチウッドのデ・スーザ女男爵（Baroness D'Souza, of Wychwood in the County of Oxfordshire）」に叙されて、貴族院議員に列する。貴族院議長になる前の2007年から2011年にかけて中立派（クロスベンチャー）の議長（convenor）を務めた。
2011年7月13日に行われた貴族院議長選挙の決選投票において、保守党の第3代コルウィン男爵アンソニー・ハミルトン＝スミスを11票差で破って当選した。9月5日から着任し、以降は無所属となった
2013年6月にはベルギー・ブリュッセルを訪問、ベルギー元老院（上院）議長サビーヌ・ド・ベテューヌらと会見した。
同年9月にはマケドニアを訪問し、国会議長トライコ・ヴェリャノスキーらと会談した。
2014年（平成26年）10月に来日した。10月1日に参議院を訪問し、山崎正昭参議院議長、輿石東参議院副議長らと会談した。10月3日には中山泰秀外務副大臣と会談し、日英の長い友好関係の歴史をさらに深化させることで合意した。ついで10月5日から6日にかけて中華民国（台湾）を訪問した。台湾を訪問したイギリス貴族院議長は彼女が初めてである。馬英九総統や王金平立法院長（国会議長）と会談し、また国立台湾大学政治学部で講演を行った。
2015年2月にはインドのコルカタを訪問し、西ベンガル州議会議長、西ベンガル州の州知事や州首相らと会談した。ついでグワーハーティーに訪問し、アッサム州議会議長やアッサム州首相らと会談した。
2016年8月31日に任期を終えて貴族院議長を退任した。

## 栄典
- 2004年7月1日、デ・スーザ女男爵（一代貴族爵位）[3]
- 聖マイケル・聖ジョージ勲章コンパニオン（CMG）[2][3]
- 枢密顧問官（PC）